# Jacinto Ventura de Molina
Jacinto Ventura de Molina (Río Grande de San Pedro, 1766-Montevideo, 11 de agosto de 1841) fue un escritor uruguayo.
Nacido en la frontera entre los imperios portugués y español, hijo de libertos, pasó la mayor parte de su vida en Montevideo. Sus escritos tratan sobre temas históricos, religiosos, filosóficos, jurídicos y autobiográficos; se inscriben en una ideología contrarrevolucionaria.
Mucho después de su fallecimiento se publicaron sus escritos: 
- Jacinto Ventura Molina y los caminos de la escritura negra en el Río de la Plata. Linardi y Risso, ISBN 9789974675131.